# 海南弓果藤
海南弓果藤（学名：Toxocarpus hainanensis）是夹竹桃科弓果藤属的植物，为中国的特有植物。分布于中国大陆的海南等地，生长于海拔600米的地区，一般生于疏林潮湿山谷中，目前尚未由人工引种栽培。
其种加词“hainanensis”意为“海南的”。